# Johannes Geis
Johannes Geis (Schweinfurt, 17 agosto 1993) è un calciatore tedesco, centrocampista dello Schweinfurt 05.

## Carriera

### Club

#### Greuther Fürth
Nella stagione 2012-2013 ha giocato 8 partite in Bundesliga con il Greuther Furth.

#### Magonza
Nell'estate del 2013 viene acquistato dai tedeschi del Magonza.

#### Schalke 04
Nel giugno 2015 viene acquistato dallo Schalke 04 per circa 10 milioni dove firma un contratto quadriennale.

#### Siviglia
Il 1º settembre 2017 viene acquistato dagli spagnoli del Siviglia, in prestito con diritto di riscatto fissato a 8 milioni..

### Nazionale
Compie tutta la trafila delle nazionali giovanili tedesche, il 13 agosto 2013 ha debuttato con l'Under-21 tedesca sostituendo al 46º Emre Can, in un'amichevole disputata a Friburgo in Brisgovia contro i pari età della Francia. Nel 2015 partecipa al campionato europeo Under-21 di categoria, dove i tedeschi arrivano in semifinale, sconfitti dai pari età del Portogallo.

## Statistiche

### Presenze e reti nei club
Statistiche aggiornate al 30 giugno 2019.
| Stagione                 | Squadra                  | Campionato               | Campionato | Campionato | Coppe nazionali | Coppe nazionali | Coppe nazionali | Coppe continentali | Coppe continentali | Coppe continentali | Altre coppe | Altre coppe | Altre coppe | Totale | Totale |
| Stagione                 | Squadra                  | Comp                     | Pres       | Reti       | Comp            | Pres            | Reti            | Comp               | Pres               | Reti               | Comp        | Pres        | Reti        | Pres   | Reti   |
| ------------------------ | ------------------------ | ------------------------ | ---------- | ---------- | --------------- | --------------- | --------------- | ------------------ | ------------------ | ------------------ | ----------- | ----------- | ----------- | ------ | ------ |
| 2010-2011                | Greuther Fürth           | 2L                       | 6          | 0          | CG              | 0               | 0               | -                  | -                  | -                  | -           | -           | -           | 6      | 0      |
| 2011-2012                | Greuther Fürth           | 2L                       | 3          | 0          | CG              | 0               | 0               | -                  | -                  | -                  | -           | -           | -           | 3      | 0      |
| 2012-2013                | Greuther Fürth           | BL                       | 8          | 1          | CG              | 0               | 0               | -                  | -                  | -                  | -           | -           | -           | 8      | 1      |
| Totale Greuther Fürth    | Totale Greuther Fürth    | Totale Greuther Fürth    | 17         | 1          |                 | -               | -               |                    | -                  | -                  |             | -           | -           | 17     | 1      |
| 2011-2012                | Greuther Fürth II        | RL                       | 17         | 2          | -               | -               | -               | -                  | -                  | -                  | -           | -           | -           | 17     | 2      |
| 2012-2013                | Greuther Fürth II        | RL                       | 11         | 2          | -               | -               | -               | -                  | -                  | -                  | -           | -           | -           | 11     | 2      |
| Totale Greuther Fürth II | Totale Greuther Fürth II | Totale Greuther Fürth II | 28         | 4          |                 | -               | -               |                    | -                  | -                  |             | -           | -           | 28     | 4      |
| 2013-2014                | Magonza                  | BL                       | 33         | 1          | CG              | 1               | 0               | -                  | -                  | -                  | -           | -           | -           | 34     | 1      |
| 2014-2015                | Magonza                  | BL                       | 34         | 4          | CG              | 1               | 1               | UEL                | 2                  | 0                  | -           | -           | -           | 37     | 5      |
| Totale Magonza           | Totale Magonza           | Totale Magonza           | 67         | 5          |                 | 2               | 1               |                    | 2                  | 0                  |             | -           | -           | 71     | 6      |
| 2015-2016                | Schalke 04               | BL                       | 28         | 2          | CG              | 1               | 1               | UEL                | 8                  | 1                  | -           | -           | -           | 37     | 4      |
| 2016-2017                | Schalke 04               | BL                       | 18         | 0          | CG              | 1               | 1               | UEL                | 5                  | 0                  | -           | -           | -           | 24     | 1      |
| Totale Schalke 04        | Totale Schalke 04        | Totale Schalke 04        | 46         | 2          |                 | 2               | 2               |                    | 13                 | 1                  |             | -           | -           | 61     | 5      |
| 2017-2018                | Siviglia                 | PD                       | 14         | 0          | CR              | 4               | 0               | UCL                | 2                  | 0                  | -           | -           | -           | 20     | 0      |
| gen.-giu. 2019           | Colonia                  | ZL                       | 14         | 0          | CG              | -               | -               | -                  | -                  | -                  | -           | -           | -           | 14     | 0      |
| Totale carriera          | Totale carriera          | Totale carriera          | 186        | 12         |                 | 8               | 3               |                    | 17                 | 1                  |             | -           | -           | 211    | 16     |

## Palmarès

### Club

#### Competizioni nazionali
- Campionato tedesco di seconda divisione: 2

Greuther Fürth: 2011-2012
Colonia: 2018-2019